# Doce de Octubre (departement)
Doce de Octubre is een departement in de Argentijnse provincie Chaco. Het departement (Spaans:  departamento) heeft een oppervlakte van 2.576 km² en telt 20.149 inwoners.

## Plaatsen in departement Doce de Octubre
- Gancedo
- General Capdevila
- General Pinedo